# راهول راول
راهول راول (انگلیسی: Rahul Rawail؛ زادهٔ ۷ آوریل ۱۹۵۱) کارگردان فیلم، فیلم‌نامه‌نویس و تهیه‌کننده اهل هند است.

## فیلم‌شناسی
| سال  | نام                 |
| ---- | ------------------- |
| ۱۹۸۰ | Gunehgaar           |
| ۱۹۸۱ | همسر و همسر         |
| ۱۹۸۱ | Love Story          |
| ۱۹۸۳ | بی‌تاب               |
| ۱۹۸۵ | آرجون               |
| ۱۹۸۶ | ساموندار            |
| ۱۹۸۷ | Dacait              |
| ۱۹۹۰ | زندگی یک مبارزه است |
| ۱۹۹۱ | مست قلندر           |
| ۱۹۹۱ | جنگجو               |
| ۱۹۹۲ | بی‌خودی              |
| ۱۹۹۴ | سرانجام             |
| ۱۹۹۷ | و عشق اتفاق افتاد   |
| ۱۹۹۹ | آرجون پاندیت        |
| ۲۰۰۱ | کمی ترش، کمی شیرین  |
| ۲۰۰۵ | مرد و قولش          |
| ۲۰۰۷ | Buddha Mar Gaya     |